# Треллис-квантование
Треллис-квантование — алгоритм улучшения сжатия в методах квантования, базирующихся на дискретно-косинусном преобразовании.
Используется в видео-кодеках Theora, Xvid, x264, утилите mencoder (опция -trellis). Называется также «интеллектуальным алгоритмом выбора вариантов кодирования на основании оценки соотношения „качество/размер“».